# Folkets torg, Split

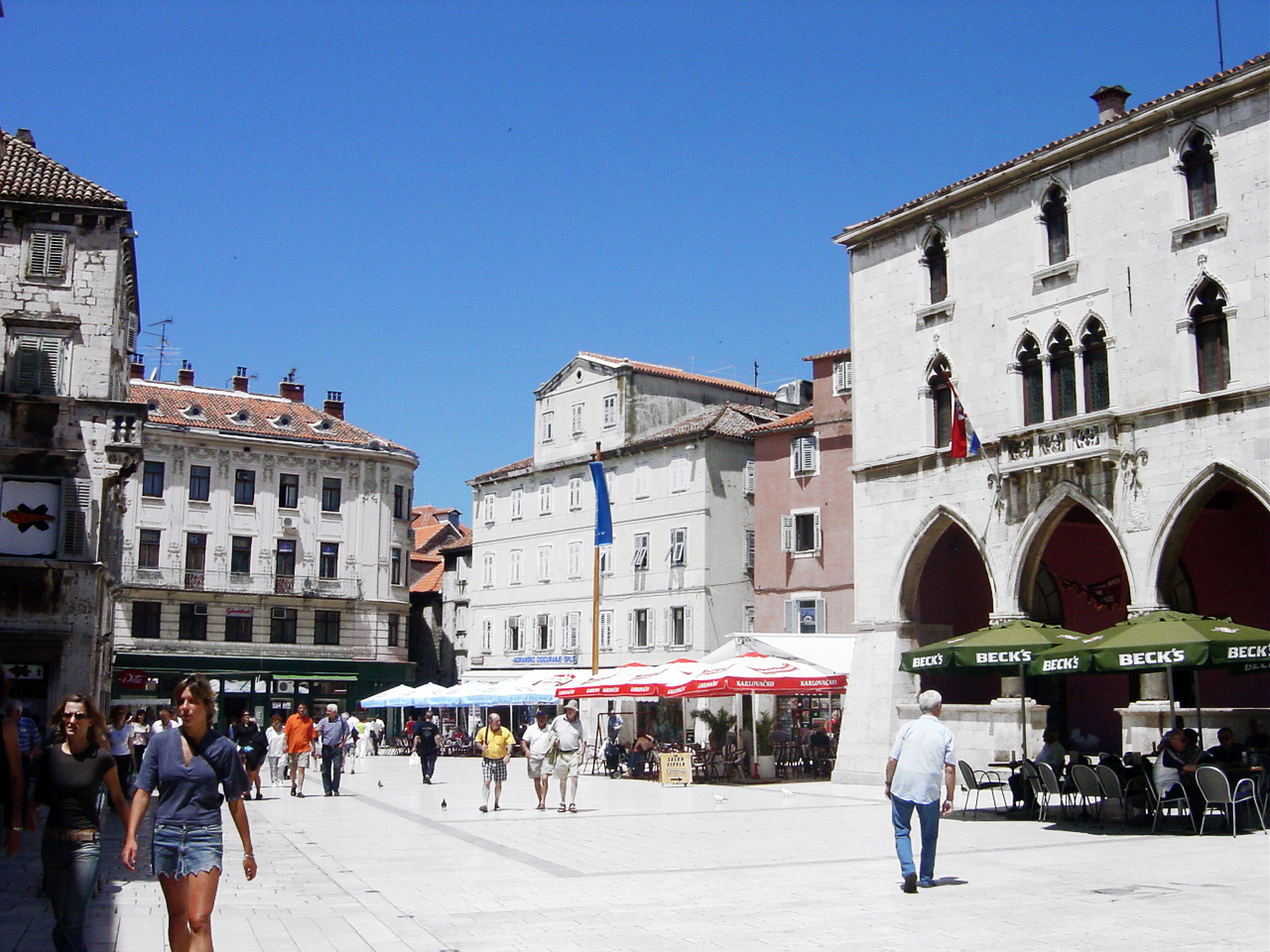
Folkets torg år 2005.

Folkets torg (kroatiska: Narodni trg), lokalt kallat Pjaca, är ett torg i Split i Kroatien. Det ligger väster om Diocletianus palats i Splits historiska stadskärna och är den moderna stadens centrala torg. Vid torget som omnämns för första gången år 1255 med namnet Sankt Laurentius torg (Platea Sancti Laurentii) ligger flera representativa byggnader, däribland Gamla stadshuset.

## Namn
Torget omnämns för första gången år 1255 med namnet Sankt Laurentius torg (Platea Sancti Laurentii). Det har därefter burit olika namn. Från början av 1800-talet till år 1849 kallades torget Vapentorget (kr. Trg oružja, it. Piazza d'armi). Åren 1849–1912 kallades det för Herrarnas torg (kr. Gospodski trg, it. Piazza dei signori) och år 1912 fick det sitt nuvarande namn, Folkets torg (kr. Narodni trg, it. Piazza del Popolo). Det officiella namnet används dock mest i formella sammanhang. I folkmun kallas torget Pjaca som kan härledas ur det italienska ordet för 'torg', piazza.

## Historik

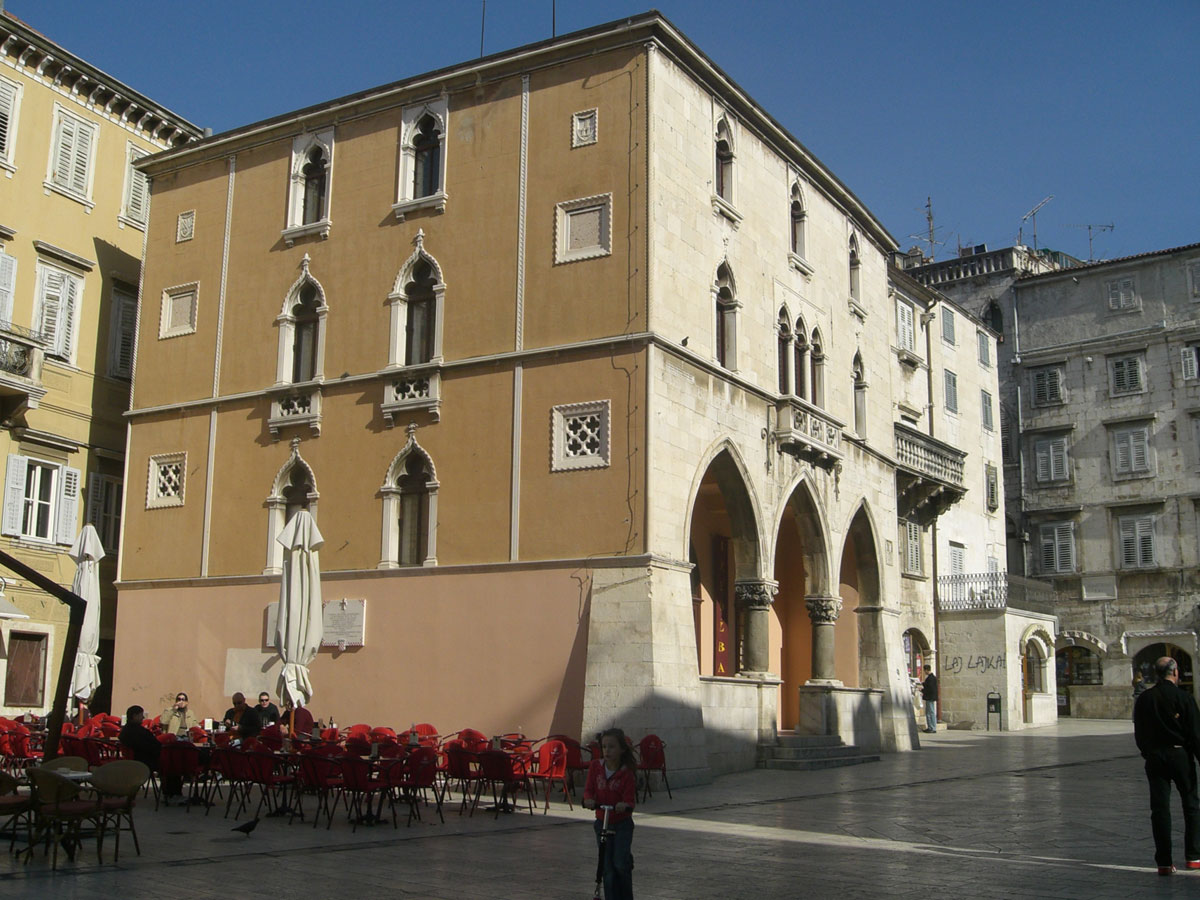
Gamla stadshuset vid torget år 2008.

I samband med urbanisering och befolkningstillväxt växte det medeltida Split under 1200–1300-talet utanför Diocletianus palats som ditintills rymt större delen av den dåtida stadens befolkning. Staden expanderade väster om Järnporten (Porta Ferrea) som var en av fyra portar som ledde in i palatset. I samband med detta skapades en öppen yta väster om porten som kallades Sankt Laurentius torg (Platea Sancti Laurentii) efter den förromanska Sankt Laurentius kyrka som tidigare stått vid platsen.   
Under 1400-talet lät venetianarna uppföra representativa byggnader vid torget, däribland Rektorspalatset och stadshuset. Sankt Laurentius torg övertog då gradvis rollen som Splits centrala torg. Peristylen som var belägen vid katedralen och som tidigare tjänat som Splits huvudtorg blev då istället stadens främsta sakrala torg. 
Under kommande århundraden lät framträdande lokala adelsätter uppföra sina palats vid torget som med tiden skulle bli allt mer tättbyggt. Av denna anledning lät de lokala myndigheterna år 1821 riva flera byggnader från 1400-talet uppförda i gotisk stil, däribland det tidigare Rektorspalatset. Torget fick i samband med detta det utseende som det har idag.  
I samband med renovering och underhållsarbeten utfördes arkeologiska utgrävningar vid torget år 1978. Vid mitten av torget, sydväst om stadshuset, upptäcktes då 24 medeltida gravplatser vilket antyder att det under medeltiden fanns en begravningsplats kring den förromanska Sankt Laurentius kyrka som tros ha legat bakom det gamla stadshuset.

### Fotnoter
1. 1 2 3 4 5  Oreb, Franko (9 november 2009). ”Arheloška istraživanja na Narodnom trgu u Splitu godine 1978. (Arkeologiska utgrävningar vid Folkets torg i Split år 1978.)” (på kroatiska) ( PDF). Kulturna baština, nr. 36, december 2009. Društvo prijatelja kulturne baštine Split (Kamratföreningen för Splits kulturarv). sid. 151-174. http://hrcak.srce.hr/file/97874. Läst 24 juni 2015.
2. 1 2  Narodni.net (kroatiska)
3. ↑  Visitsplit.com (engelska)